# Dipsochelys abrupta
Aldabrachelys abrupta là một loài rùa trong họ Testudinidae. Loài này được Grandidier mô tả khoa học đầu tiên năm 1868.